# Desir © MAX
 (mai 2009).
 (septembre 2022).
Si vous disposez d'ouvrages ou d'articles de référence ou si vous connaissez des sites web de qualité traitant du thème abordé ici, merci de compléter l'article en donnant les références utiles à sa vérifiabilité et en les liant à la section « Notes et références ».
Desire Climax (欲情(C)MAX, Yokujō Climax) est un manga shōjo d'Ayane Ukyo. Il a été pré-publié dans le magazine Margaret entre 2004 et 2006, puis publié chez Shūeisha en 7 volumes. La série est disponible en français chez Panini Comics depuis 2008.

## Synopsis
Mio est une lycéenne qui travaille après les cours pour subvenir aux besoins de sa famille. Un jour, elle intervient dans une bagarre. Un des protagonistes lui propose de l'acheter juste après l’avoir embrassée. Le lendemain, l’ancien patron de son père, M. Jinnai, l'embauche en tant que gouvernante. 
Mio découvre alors que le fils de la maison n’est autre que le garçon qui l’a embrassée. Progressivement, elle s’aperçoit que, sous une apparence odieuse, le « prince » Jinnai cache sa culpabilité. Elle entre à son service pour l’aider à échapper à ses souvenirs.

## Personnages
- Mio Omori, une jeune fille de 17 ans, est obligée de travailler pour payer les frais médicaux de sa mère. Sa famille est pauvre, son père décédé. Un soir, en rentrant du travail, un jeune homme l'embrasse et propose de l'acheter. Le lendemain, elle découvre qu'il est son voisin et le « prince » de son collège, Shoei Jinnai. Celui-ci persuade son père d'engager Mio dans sa résidence en tant que gouvernante, pour mieux profiter d'elle. Elle découvrira que, derrière le visage de Jinnai, se cache une autre personne. Elle en tombera amoureuse, sa conscience ayant enfoui au fond d'elle un souvenir d'enfance terrible dont Shoei veut qu'elle se souvienne.
- Hinata Omori, le petit frère de Mio, s'inquiète pour elle. Comme Shoei, il est tombé amoureux d'elle. Pour éviter qu'elle ne se fatigue trop, il se prostitue sans le dire à sa sœur. De nature mystérieuse, il se fait passer pour un homosexuel pour éloigner sa sœur de Shoei, créant un quiproquo entre les trois personnages.

Shoei Jinnai est le fils unique de M. Jinnai. Il profite de sa richesse pour harceler Mio. Il est amoureux d'elle, mais n'arrive à exprimer ses sentiments que par la force. Il pousse Mio à se rappeler d'un événement passé entre eux deux.
Akiko Omori, la mère de Hinata et Mio, est hospitalisée et adore ses enfants. Ayant été une deuxième mère pour Shoei, elle garde le souvenir des interactions d'enfance entre le « prince » et sa fille.
M. Jinnai est l'ancien patron du père de Mio. Il veut qu'elle s'entende avec Shoei. Il l'engage comme gouvernante pour sa maison, puis pour son fils.